# Les dues cares de la veritat
Les dues cares de la veritat (títol original en anglès: Primal Fear) és una pel·lícula estatunidenca dirigida per Gregory Hoblit, estrenada el 1996, basada en la novel·la Primal Fear, de William Diehl. Ha estat doblada al català.

## Argument
Martin Vail, antic procurador de la ciutat de Chicago, s'ha convertit en advocat. Per assegurar la defensa dels seus clients, l'advocat estrella de la ciutat, és assignat per la seva ajudanta Naomi Chance i el detectiu Tommy Goodman.
Un dia, agafa la defensa d'Aaron Stampler, jove vingut de Kentucky, acusat d'haver assassinat salvatgement a ganivetades l'arquebisbe Rushman. Detingut per la policia després de fugir del lloc del crim, explica a Vail que té freqüents «absències» i recorda d'haver-se trobat prop del cadàver, el ganivet ensangonat que servit pel crim i que ha vist un home fugint.
El procés comença sota l'ègida de la jutgessa Miriam Shoat. Vail té per adversari Janet Venable. Aquesta última, procuradora, va ser la seva ajudanta quan era procurador i va ser la seva amant durant un temps i nominada per John Shaughnessy, que es mostra ser un polític i home de negocis sense escrúpols.
L'advocat defensor aviat queda convençut que l'Aaron pateix un trastorn dissociatiu de la identitat a causa dels abusos patits i que per tant no era conscient d'haver comès el crim. Així n'aconsegueix l'absolució i Janet és acomiadada per perdre el cas. Quan visita el seu client, a punt de ser traslladat a un hospital, s'adona que ha estat fingint la malaltia i que en realitat és un assassí violent.

## Repartiment
- Richard Gere: Martin Vail
- Laura Linney: Janet Venable
- Edward Norton: Aaron Stampler
- John Mahoney: John Shaughnessy
- Frances McDormand: Dr. Molly Arrington
- Alfre Woodard: Jutge Miriam Shoat
- Terry O'Quinn: Bud Yancy
- Andre Braugher: Tommy Goodman
- Steven Bauer: Joey Pinero
- Joe Spano: Capità Abel Stenner
- Tony Plana: Martinez
- Stanley Anderson: Arquebisbe Richard Rushman
- Maura Tierney: Naomi Chance
- Jon Seda: Alex
- Reg Rogers: Jack Connerman

## Premis i nominacions

### Premis
- 1997. Globus d'Or al millor actor secundari per Edward Norton

### Nominacions
- 1997. Oscar al millor actor secundari per Edward Norton
- 1997. BAFTA al millor actor secundari per Edward Norton

## Al voltant de la pel·lícula
- Primera realització de Gregory Hoblit, conegut gràcies a la televisió amb la realització de  New York Police Blues el 1993 (sèrie).
- Gregory Hoblit rentroba Laura Linney tres anys després de la seva primera col·laboració a  Class of'61.
- Primer gran paper per a Edward Norton, que va ser nominat als Oscars per a la seva actuació.
- Als segons papers destacar dues persones familiars de la pantalla petita: Terry O'Quinn (Locke a Lost) i Maura Tierney (Abby Lockhart a ER).
- Richard Gere tornarà amb Laura Linney en 2002 per a La Profecia de les ombres de Mark Pellington.
- Leonardo DiCaprio havia estat temptat pel paper però ho va refusar. Finalment va ser contractat Edward Norton que serà el seu primer paper al cinema.[4]

## Dates i llocs de rodatge
- Començament de rodatge: 28 d'abril de 1995
- Llocs de rodatge: Chicago i Los Angeles